# Stützita
La stützita o stuetzita és un mineral de la classe dels sulfurs. Va ser descoberta l'any 1951 en una mina de Sacaramb (Romania), i el seu nom fou posat en honor del mineralogista austríac Andreas Xavier Stütz (1747-1806).

## Característiques
La stützita és un mineral d'argent i tel·luri, un tel·lurur de composició variable, no estequiomètrica, (berthòl·lid), de fórmula química Ag5-xTe₃ on x pot variar entre 0,24 i 0,36. És de color gris plom fos, i la seva duresa és 3,5 a l'escala de Mohs. La seva densitat és de 8 a 8,18 g/cm³. Cristal·litza en el sistema hexagonal, trobant-se comunament de manera massiva, compacte o granular. Està químicament relacionat amb l'empressita. És usat com a mena de tel·luri i plata
Segons la classificació de Nickel-Strunz, la stützita pertany a «02.BA: sulfurs metàl·lics amb proporció M:S > 1:1 (principalment 2:1) amb coure, argent i/o or» juntament amb els següents minerals: calcocita, djurleita, geerita, roxbyita, anilita, digenita, bornita, bellidoita, berzelianita, athabascaïta, umangita, rickardita, weissita, acantita, mckinstryita, stromeyerita, jalpaïta, selenojalpaïta, eucairita, aguilarita, naumannita, cervel·leïta, hessita, chenguodaita, henryita, argirodita, canfieldita, putzita, fischesserita, penzhinita, petrovskaïta, petzita, uytenbogaardtita, bezsmertnovita, bilibinskita i bogdanovita.

## Formació i jaciments
Apareix com a mineral secundari reemplaçant a d'altres en jaciments hidrotermals d'altres minerals de tel·luri i sulfurs. Sol trobar-se associada a altres minerals com: silvanita, hessita, altaïta, petzita, empressita, tel·luri, or, galena, esfalerita, colusita, tetraedrita, tennantita o pirita.